# Euceros medialis
Euceros medialis är en stekelart som beskrevs av Cresson 1869. Euceros medialis ingår i släktet Euceros och familjen brokparasitsteklar. Inga underarter finns listade i Catalogue of Life.